# لیزر میکروکاواک
لیزرهای میکروکاواک شامل تحدید فوتون در یک فضای سه بعدی از مرتبهٔ طول موج نوری است اما در لیزرهای قبلی از مرتبه طول‌موج براگ (حدود ۵۰ نانومتر) بود.
میکرو‌تشدیدگرها، تشدیدگرهایی هستند که یک یا چند بعدشان در فضا از ابعاد طول موج کوچکتر یا برابر با آن است (d تقریباً برابربا لاندا).
لیزرهای میکرو‌تشدیدگری نور را در ناحیه‌هایی به ابعاد طول موج، تحدید می‌کنند در ابعاد ی مختلف می‌توان به micropillar، microdisk و microsphere که از این قبیل تشدیدگرها هستند، اشاره کرد.